# 패러갈전갱이
패러갈전갱이(학명: Alepes kleinii)는 전갱이목 전갱이과에 속하는 물고기이다. 몸길이는 60cm가 되는 중형어류에 속한다.

## 특징과 먹이
패러갈전갱이는 옆줄을 기준으로 등쪽은 푸른색이며 배부분은 흰색이다. 체고는 약간 높고 몸이 매우 측편되어 있으며 눈은 비교적 크고 머리의 측면에 위치한다. 등지느러미는 2개이며 등지느러미는 배지느러미의 기부보다 뒤에서 시작한다. 입은 작고 위턱의 뒤끝은 눈의 앞가장자리를 조금 지난다. 몸은 매우 작은 빗비늘로 덮여 있으며 머리에는 비늘이 없다. 또한 지느러미는 전체적으로 투명하지만 꼬리지느러미는 어두우며 배쪽은 매우 튀어나와 있다. 먹이로는 멸치, 정어리, 청어와 같은 작은물고기들과 동물성 플랑크톤 및 새우와 같은 작은 갑각류를 주로 섭이하는 육식성어류이다.

## 서식지와 어획
패러갈전갱이의 주된 서식지는 서부 태평양과 인도양이며 그 중에서도 인도네시아와 오스트레일리아에서 가장 많은 개체수가 서식한다. 수심 10~50m의 해역에 주로 서식하는 표해수대의 어류이다. 패러갈전갱이는 식용으로도 사용이 되는 어종이며 패러갈전갱이는 주로 회나 구이로 많이 먹는다.

## 같이 보기
- 전갱이목
- 전갱이과